# Stazione di Samoggia
Stazione di Samoggia vasútállomás Olaszországban, Anzola dell’Emilia településen. Nevét a közeli Samoggia patakról kapta.

## Vasútvonalak
Az állomást az alábbi vasútvonalak érintik:
- Milánó–Bologna-vasútvonal

## Kapcsolódó állomások
A vasútállomáshoz az alábbi állomások vannak a legközelebb:
- Stazione di Castelfranco Emilia
- Stazione di Anzola dell'Emilia